# یخچال بدشت
یخچال بدشت مربوط به دوره قاجار قبل از آن است و در شهرستان شاهرود، روستای بدشت واقع شده و این اثر در تاریخ ۲۵ خرداد ۱۳۸۱ با شمارهٔ ثبت ۵۸۴۳ به‌عنوان یکی از آثار ملی ایران به ثبت رسیده است.